# Zlaté hity (album, Jakub Smolík)
Zlaté hity je studiové album Jakuba Smolíka, které vyšlo v roce 2003 jako MC a CD.

## Seznam skladeb
1. "Zachraňte milenky" (h:František Kasl / František Kasl) -
2. "Stýskání" (h:Petr Janda / Aleš Brichta) -
3. "Sen kovbojů" (h:Zdeněk Barták / Eduard Krečmar) -
4. "Jen blázen žárlí" ( Zdeněk Barták / Jaroslav Machek)
5. "Živá láska" (h: Avogadro / Pavel Žák) -
6. "Návrat domů" (h:Willie Nelson / Jakub Smolík) -
7. "Má Jenny " (h: / t:) -
8. "Madony " (h: / t:) -
9. "Popelky" (h: Karel Černoch / Pavel Žák) -
10. "Starý chlapi, ty to znaj " (h:Jiří Vondráček / Hana Sorrosová) -
11. "Návrat" (h: / t:) -
12. "Neodcházej" -(h: / t:)
13. "Odpouštěj" -(h: / t:)
14. "Z dlaně mi hádej " -(h: / t:)
15. "Sám v dešti" -(h: / t:)
16. "Maminka" (h: / t:) -
17. "Hvězdička " (h: / t:) -
18. "Ave Maria" (h: / t:) -
19. "Až se ti jednou bude zdát " (h: / t:)
20. "Víš" (h: / t:) -